# Plémet
Plémet (en bretón Plezeved) es una comuna nueva francesa situada en el departamento de Costas de Armor, de la región de Bretaña.

## Historia
Fue creada el 1 de enero de 2016, en aplicación de una resolución del prefecto de Costas de Armor de 9 de diciembre de 2015 con el nombre de Les Moulins  con la unión de las comunas de La Ferrière y Plémet, pasando a estar el ayuntamiento en la antigua comuna de Plémet.
El 31 de marzo de 2016, en reunión del consejo municipal de la comuna nueva de Les Moulins se decide por deliberación y votación, cambiar el nombre de la comuna nueva por el de Plémet.

## Demografía
| Gráfica de evolución demográfica de Plémet entre 1800 y 2013 |
|                                                              |

Los datos entre 1800 y 2013 son el resultado de sumar los parciales de las dos comunas que forman la nueva comuna de Plémet, cuyos datos se han cogido de 1800 a 1999, para las comunas de La Ferrière y Plémet de la página francesa EHESS/Cassini. Los demás datos se han cogido de la página del INSEE.

## Composición
| Comuna delegada | Código INSEE | Población (2013) | Superficie (km²) | Densidad (hab./km²) |
| --------------- | ------------ | ---------------- | ---------------- | ------------------- |
| La Ferrière     | 22058        | 458              | 15.64            | 29                  |
| Plémet          | 22183        | 3212             | 41               | 78                  |